# Chromatics
Chromatics est un groupe américain de musique électronique originaire de Portland, fondé en 2001. Le groupe est composé de Ruth Radelet (voix), Adam Miller (guitare), Nat Walker (batterie), et Johnny Jewel (producteur, instruments variés).  Le dernier album du groupe, Closer to Grey, est sorti le 1er novembre 2019. En 2021, le groupe a annoncé qu'il se séparait.
Au début, Chromatics était considéré comme un groupe de musique punk rock et lo-fi. À la suite du départ de certains de ses musiciens, laissant Adam Miller comme unique membre d'origine, le groupe signa sur le label Italians Do It Better. Le groupe connaît son plus grand succès en carrière avec l'album Kill for Love paru en 2012.
Johnny Jewel est aussi membre et fondateur des groupes Glass Candy et Desire.

## Discographie

### Singles & EP
- Beach of Infants / Steps (Hand Held Heart, 2001)
- Arms Slither Away / Skill Fall (K, 2002)
- Cavecare (Hand Held Heart, 2002)
- Ice Hatchets / Curtains (Gold Standard Laboratories, 2003)
- Healer / Witness (Italians Do It Better, 2005)
- Nite (Italians Do It Better, 2006)
- In Shining Violence (Italians Do It Better, 2007)
- In The City (Italians Do It Better, 2010)
- Into The Black (Kill For Love, 2012)
- Girls Just Wanna Have Fun (Italians Do It Better, 2015)
- Streets of Fire (Italians Do It Better, 2018)
- Black Walls (Italians Do It Better, 2018)
- Blue Girl (Italians Do It Better, 2018)
- Shadow (Italians Do It Better, 2018)
- Looking For Love (Italians Do It Better, 2018)
- Camera (Italians Do It Better, 2018)
- I'm on Fire (Italians Do It Better, 2018)
- Time Rider (Italians Do It Better, 2019)
- Teacher (Italians Do It Better, 2020)

### Autres apparitions
- As Rats in the Basement (sous le nom de Krmtx) (CD-R auto-produit d'une tournée, 2003)
- After Dark (Italians Do It Better, 2007)
- Drive (bande originale du film) (Lakeshore Records, 2011)
- Taken 2 (bande originale du film) (Lakeshore Records, 2011)
- Looking for Love sur la bande originale du film Yves Saint Laurent sorti en 2014
- Lost River (bande originale du film) (Italians Do It Better, 2015)
- Twin Peaks: The return sorti en 2017 avec le titre Shadows (épisode 2)

## Voir Aussi
- Glass Candy
- Desire